# Fontenilles
Fontenilles è un comune francese di 4 293 abitanti situato nel dipartimento dell'Alta Garonna nella regione dell'Occitania.

## Società

### Evoluzione demografica
Abitanti censiti